# Martin M-130
Dimensions
Le Martin M-130 est un hydravion conçu et fabriqué par la Glenn L. Martin Company à Baltimore, Maryland, pour la Pan Am (Pan American Airways) dans les années 1930.
Seulement trois avions ont été construits : le China Clipper, le Philippine Clipper et le Hawaii Clipper. Un quatrième avion, baptisé Russian Clipper, fut construit pour l'Union soviétique sur le même modèle que les trois autres, mais avec une envergure plus grande.
Martin les appela Martin océan Transport, mais pour le public, ils étaient les China Clipper, un nom qui est devenu le nom générique des grands hydravions de la Pan Am — Martin M-130, Sikorsky S-42, et Boeing 314.
Hawaii Clipper disparut en juillet 1938 lors d'un vol entre Guam et Manille. Les deux survivants furent affectés au transport de troupe de l'US Navy. Philippine Clipper s'abima au large de la Californie en janvier 1943. China Clipper s'abima à l’atterrissage au large de Port of Spain en janvier 1945.
Un hydravion de ce type donne son nom au film de 1936 Courrier de Chine (China Clipper).
L'hydravion que l'on voit dans Les Aventuriers de l'arche perdue (1981) de Steven Spielberg est en réalité un Short Solent.